# Cantharellus cinereus
Chanterelle cendrée
Espèce
Cantharellus cinereus, la Chanterelle cendrée, est une espèce de champignons de la famille des Hydnaceae.

## Liste des formes et variétés
Selon MycoBank (18 janvier 2023) :
- Cantharellus cinereus f. cinereus
- Cantharellus cinereus f. multiplex A.H. Sm., 1953
- Cantharellus cinereus var. australis Cleland & Cheel, 1923
- Cantharellus cinereus var. bicolor Peck, 1897
- Cantharellus cinereus var. cinereus

## Systématique
Le nom correct complet (avec auteur) de ce taxon est Cantharellus cinereus Pers., 1794.
Ce taxon porte en français le nom vernaculaire ou normalisé suivant : Chanterelle cendrée.
Cantharellus cinereus a pour synonymes :
- Cantharellus cinereus Pers., 1794
- Cantharellus hydrolyps J. Schröt., 1888
- Craterellus cinereus (Pers.) Pers., 1825
- Merulius cinereus (Pers.) Pers., 1798
- Pseudocraterellus cinereus (Pers.) Kalamees, 1963

## Galerie

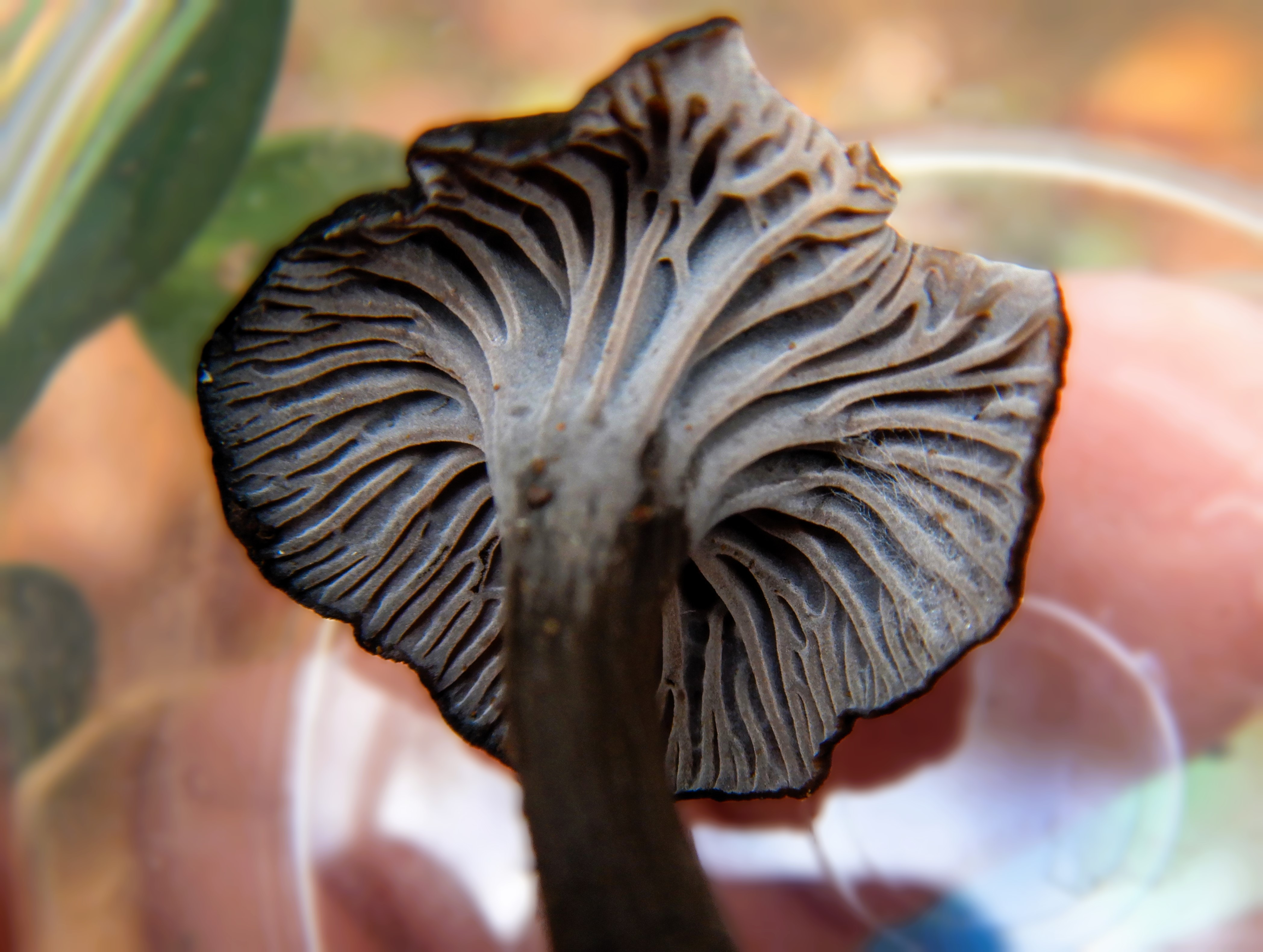
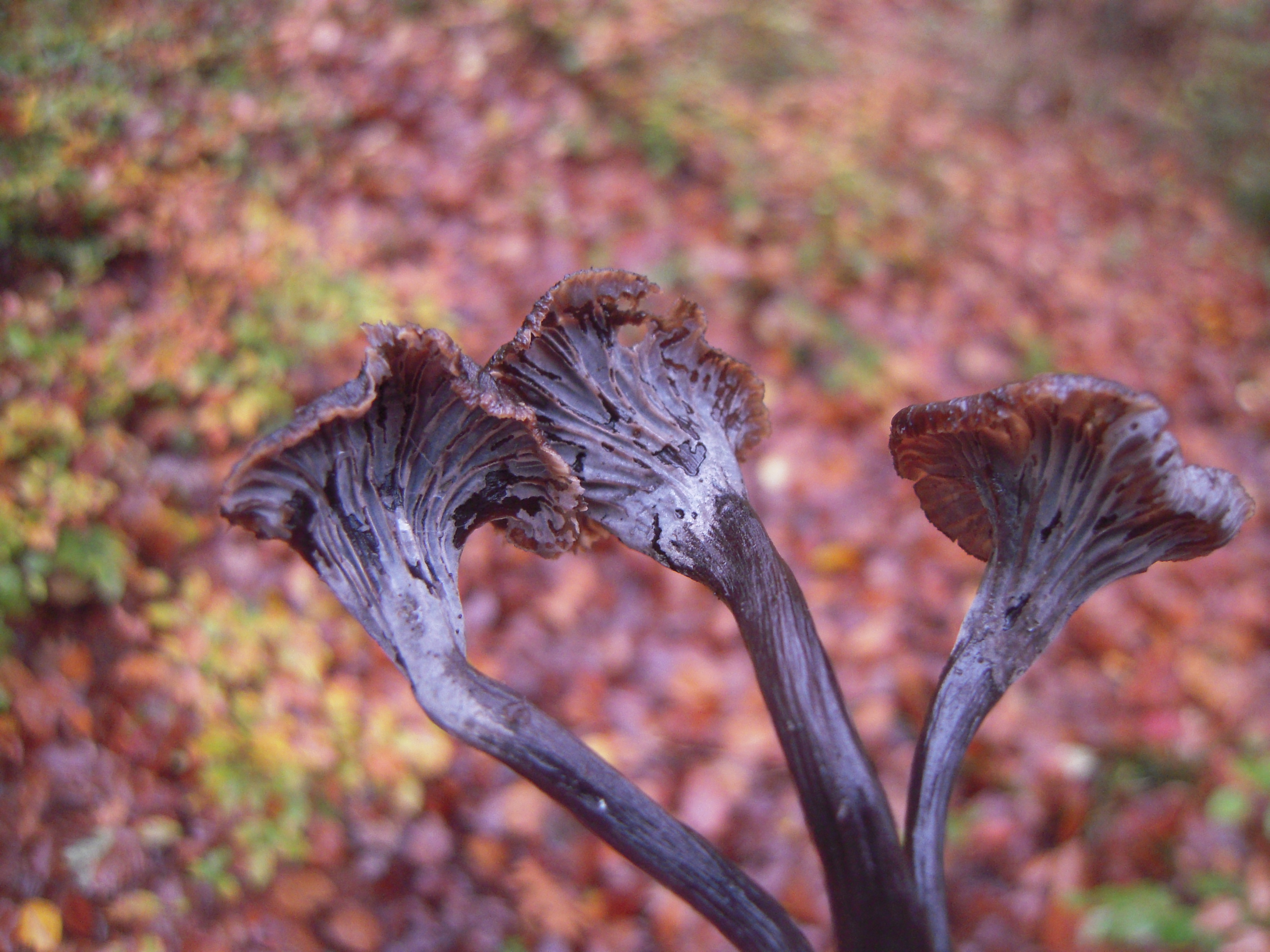
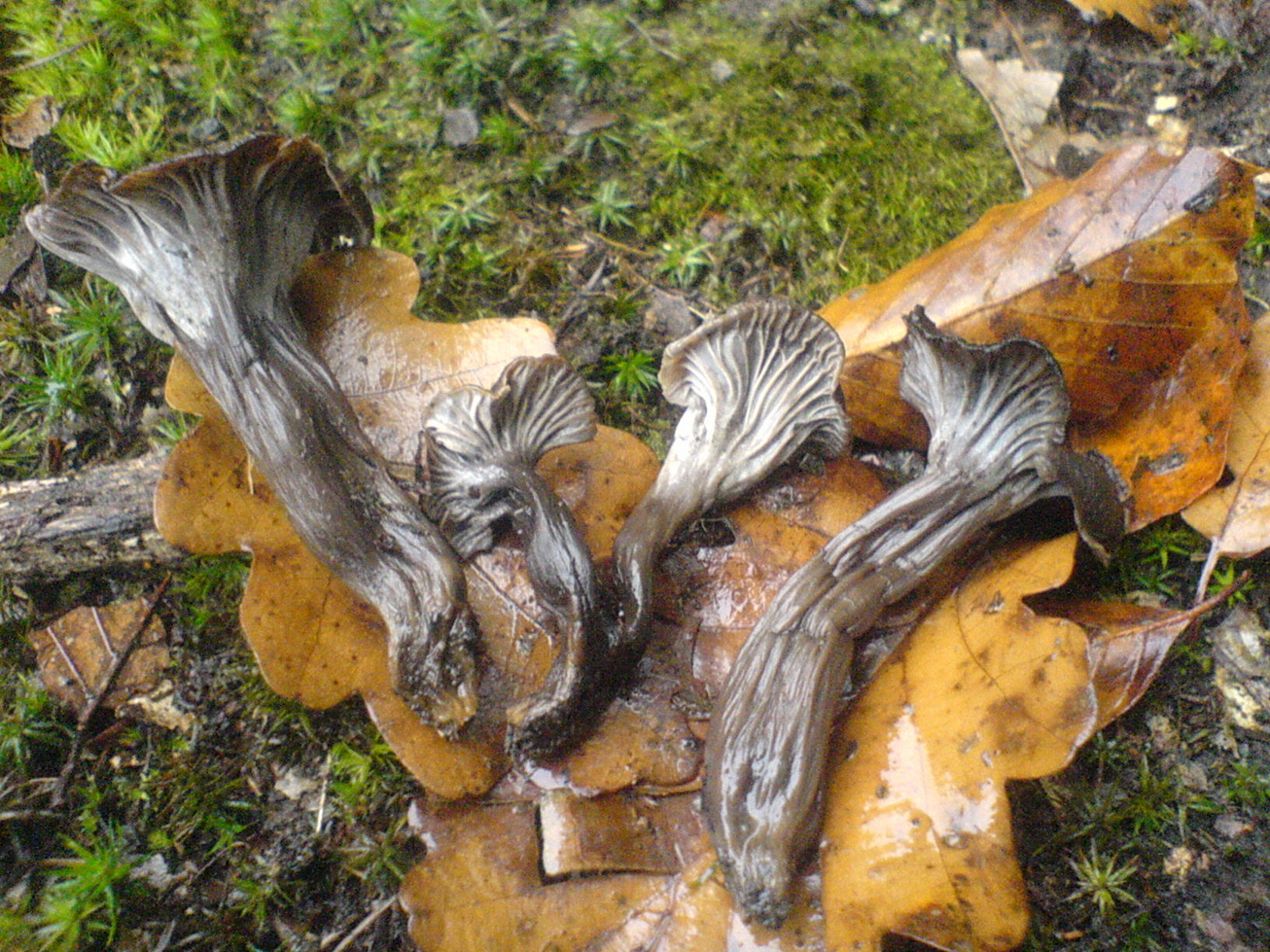
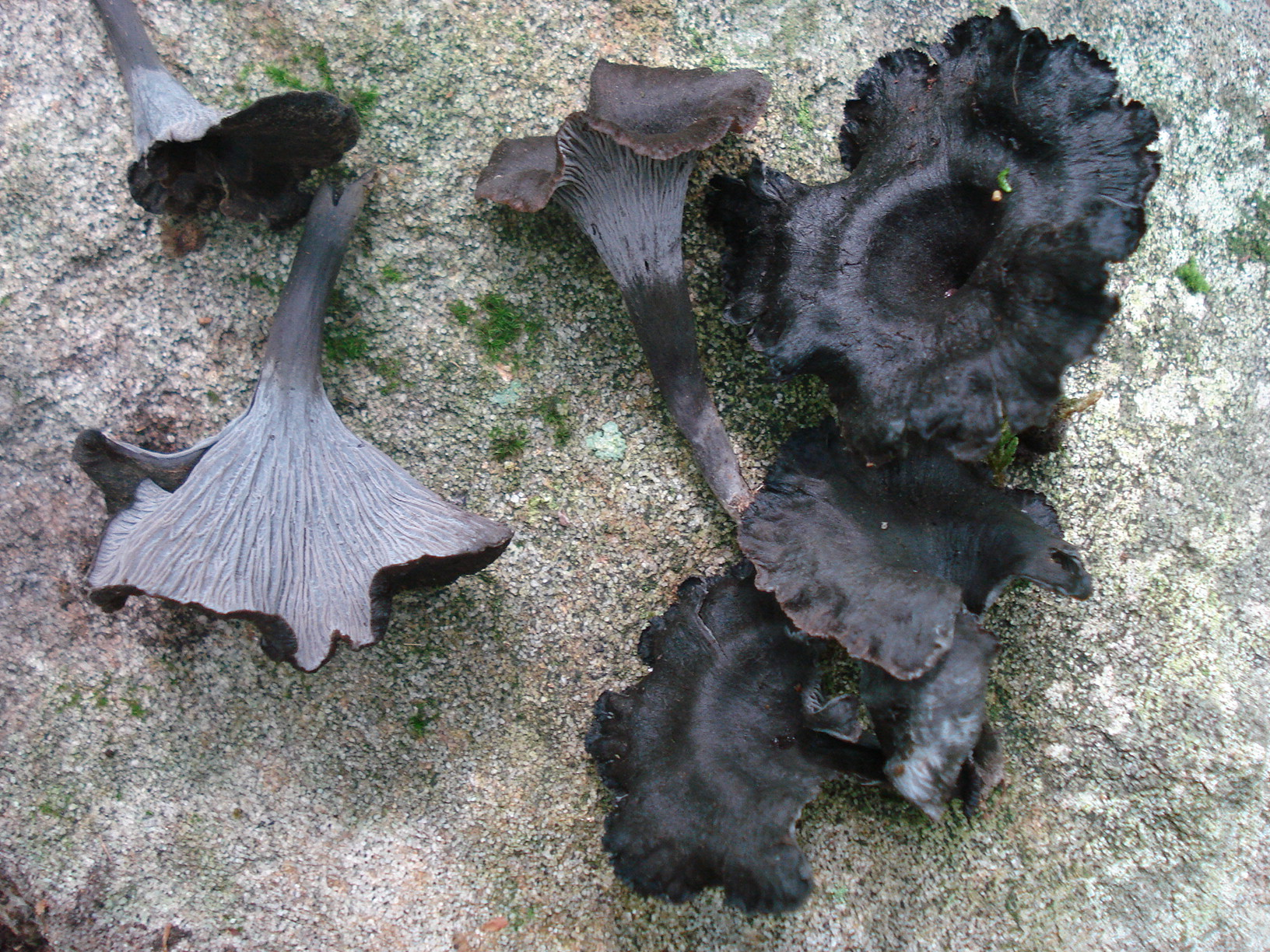
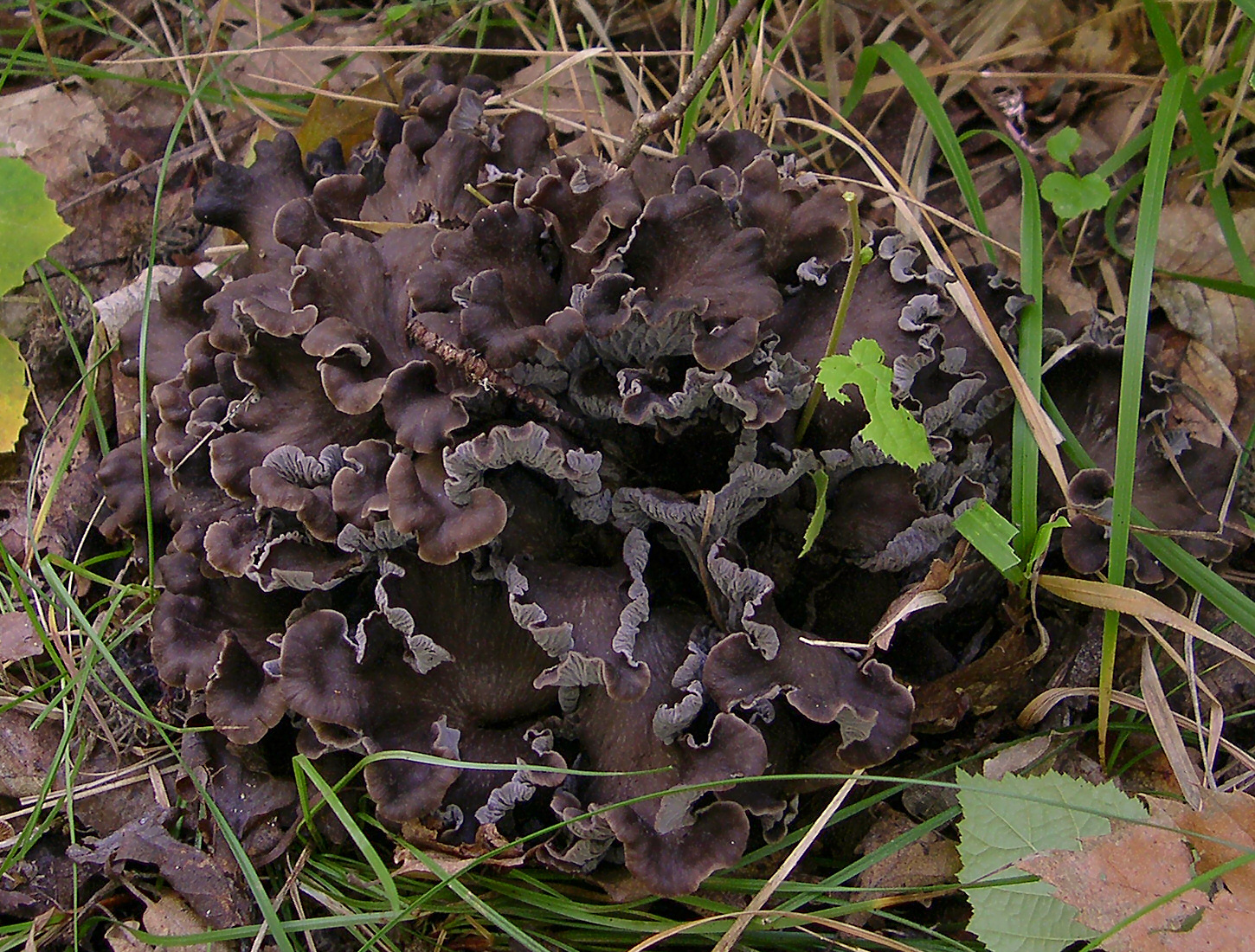

## Publication originale
- Persoon, C.H., « Neuer Versuch einer systematischen Eintheilung der Schwämme », Neues Magazin für die Botanik, vol. 1,‎ 1794, p. 63-80 (lire en ligne)